# Else Marie Pade
Else Marie Pade (Aarhus, Dinamarca, 2 de desembre de 1924 - 18 de gener de 2016) va ser una compositora de música electrònica, pionera a Dinamarca. Va participar activament en el moviment de resistència durant la Segona Guerra Mundial.

## Biografia
Era filla de Hans Christian Jensen i Nicoline Haffner. Durant la seva infància emmalaltia sovint de pielonefritis, motiu pel qual havia d'estar-se al llit. Com que la seva mare havia perdut el primer fill, va ser molt primmirada amb ella, i constantment havia de fer repòs. Des del seu retir escoltava els sons del món exterior i va crear «imatges auditives» més enllà dels sons. Aquests sons es van convertir en la base per als seus treballs musicals específics.
Va estudiar al Conservatori i va rebre classes dels compositors danesos Vagn Holmboe i Jan Maegaard. Al 1952 va descobrir, per mitjà de l'obra de Pierre Schaeffer, la música concreta, un nou moviment dins de la música electrònica, tècnica que va començar a estudiar. A París també estudià amb Pierre Boulez i a Colònia amb el músic i director d'orquestra alemany Karlheinz Stockhausen. La segona meitat de la dècada de 1950 va ser un període molt productiu en la creació de la seva obra musical i també va organitzar estudis de so electrònic.
El 1958, juntament amb el pintor Martin Jepsen i l'escriptor Jørgen Nash, Else Marie Pade va fundar Aspekt, una associació per als artistes experimentals de l'època. I va ser la seu on  compositors com Stockhausen i Ernst Krenek van poder parlar sobre la seva música i la seva obra.
Durant la Segona Guerra Mundial va ajudar a distribuir periòdics il·legals, va aprendre a utilitzar armes i armar explosius com a mètode de resistència al nazisme. Va ser presonera després de ser arrestada per la Gestapo.
Acabada la guerra es va convertir en la primera compositora de música electrònica danesa, tot i que la seva música només era coneguda per uns quants especialistes. No va ser fins a començaments del segle XXI que els joves músics la van redescobrir i la van donar a conèixer.
La seva obra inclou composicions que es van fer a partir d'enregistraments fets en un parc d'atraccions, una obra inspirada en el planetari, així com música per a un ballet, entre moltes altres coses. La seva llarga carrera va ser documentada en una reedició de 2015 titulada Electronic Works 1958-1995. Havia declarat poc temps abans de la seva mort que encara tenia intencions de compondre més música als 89 anys, mentre residia en una residència assistida.
És autora de l'assaig The Compositional Possibilities are Endless, on Pade escriu sobre la seva música i la seva vida.

## Vida privada
Es va casar i va tenir dos fills Jørgen Morten (1947) i Christian Mikkel (1950). El seu matrimoni es va dissoldre el 1960.